# Christian-Gérard
Christian Gérard Mazas, conocido como Christian-Gérard (París, 4 de octubre de 1903–Niza, 27 de julio de 1984) fue un actor y director francés.

## Filmografía
| - 1922 : La Femme de nulle part, de Louis Delluc - 1927 : L'Occident, de Henri Fescourt - 1928 : L'Âme de pierre, de Gaston Roudès - 1928 : Les Nouveaux Messieurs, de Jacques Feyder - 1928 : La Princesse Mandane, de Germaine Dulac - 1928 : La Symphonie pathétique, de Henri Etievant y Mario Nalpas - 1932 : Le Fils improvisé, de René Guissart - 1932 : La Merveilleuse Journée, de Robert Wyler y Yves Mirande - 1932 : L'Aimable Lingère, de E.B Donatien - 1932 : La Poule, de René Guissart - 1933 : Charlemagne, de Pierre Colombier - 1933 : L'Épervier, de Marcel L'Herbier - 1934 : Jeanne, de Georges Marret - 1934 : Maître Bolbec et son mari, de Jacques Natanson - 1935 : Dora Nelsoon, de René Guissart - 1935 : Valse royale, de Jean Grémillon - 1936 : Anne-Marie, de Raymond Bernard | - 1936 : Le Cœur dispose, de Georges Lacombe - 1936 : Le Nouveau Testament, de Sacha Guitry y Alexandre Ryder - 1936 : La Vie parisienne, de Robert Siodmak - 1936 : Paris, de Jean Choux - 1936 : Samson, de Maurice Tourneur - 1936 : Mon cousin de Marseille, de Germain Fried - 1937 : Le Petit Bateau, de Pierre Ramelot - 1938 : La Cité des lumières, de Jean de Limur - 1939 : Le Café du port, de Jean Choux - 1939 : Ma tante dictateur, de René Pujol - 1941 : Boléro, de Jean Boyer - 1942 : Le Prince charmant, de Jean Boyer - 1942 : Frédérica, de Jean Boyer - 1942 : Signé illisible, de Christian Chamborant - 1943 : Le Colonel Chabert, de René Le Hénaff - 1947 : Mort ou vif, de Jean Tedesco |

## Televisión
- Au théâtre ce soir, dirección de Pierre Sabbagh, Teatro Marigny, escenografía:
  - 1966 : Virginie, de Michel André
  - 1966 : La Cuisine des anges, de Albert Husson
  - 1966 : Les portes claquent, de Michel Fermaud
  - 1967 : José, de Michel Duran
  - 1969 : Ombre chère, de Jacques Deval
  - 1970 : Je l'aimais trop, de Jean Guitton

## Teatro

### Actor
- 1932 : Mademoiselle, de Jacques Deval, escenografía de Jacques Baumer, Teatro Saint-Georges
- 1934 : Les Temps difficiles, de Édouard Bourdet, Teatro de la Michodière
- 1934 : Le Nouveau Testament, de Sacha Guitry, escenografía del autor, Teatro de la Madeleine
- 1935 : Les Joies du Capitole, de Jacques Bousquet, Albert Willemetz, música de Raoul Moretti, Teatro de la Madeleine
- 1936 : Christian, de Yvan Noé, Théâtre des Variétés
- 1937 : Bureau central des idées, de Alfred Gehri, escenografía de Louis Tunc, Teatro de la Michodière
- 1945 : Le Fleuve étincelant, de Charles Morgan, escenografía de Jean Mercure, Teatro Pigalle
- 1946 : Charivari Courteline, de Georges Courteline, escenografía de Jean Mercure, Teatro des Ambassadeurs

### Director
- 1946 : Trilogie marseillaise, de Marcel Pagnol, Théâtre des Variétés
- 1947 : Mort ou vif, de Max Régnier, Teatro de l'Étoile
- 1950 : Jeff, de Raoul Praxy, Teatro del Ambigu-Comique
- 1950 : Mon bébé, de Maurice Hennequin a partir de Baby mine de Margaret Mayo, Teatro de la Porte Saint-Martin
- 1950 : Les Héritiers Bouchard, de Max Régnier, Teatro de la Porte Saint-Martin
- 1950 : Le Complexe de Philémon, de Jean Bernard-Luc, Teatro Montparnasse
- 1951 : Cucendron ou la pure Agathe, de Robert Favart, Teatro Saint-Georges
- 1951 : Le Congrès de Clermont-Ferrand, de Marcel Franck, Teatro de la Potinière
- 1952 : La Cuisine des anges, de Albert Husson, Théâtre du Vieux-Colombier
- 1952 : Back Street, de Michel Dulud, Teatro Fontaine
- 1952 : La Duchesse d'Algues, de Peter Blackmore, Teatro Michel
- 1952 : Zoé, de Jean Marsan, Comédie Wagram
- 1952 : On ne voit pas les cœurs, de André Chamson, Teatro Charles de Rochefort
- 1953 : Les Pavés du ciel, de Albert Husson, Teatro des Célestins
- 1953 : Hamlet de Tarascon, de Jean Canolle, Teatro La Bruyère
- 1954 : Carlos et Marguerite, de Jean Bernard-Luc, Teatro de la Madeleine
- 1954 : Le Coin tranquille, de Michel André, Teatro Michel
- 1955 : José, de Michel Duran, Teatro des Nouveautés
- 1955 : La Grande Felia, de Jean-Pierre Conty, Teatro del Ambigu-Comique
- 1955 : La Cuisine des anges, de Albert Husson, Teatro Édouard VII
- 1956 : Les Trois Messieurs de Bois-Guillaume, de Louis Verneuil, Teatro des Célestins
- 1956 : La Cuisine des anges, de Albert Husson, Teatro des Célestins
- 1956 : La Nuit du 4 août, de Albert Husson, Teatro Édouard VII
- 1956 : Virginie, de Michel André, Teatro Daunou
- 1956 : Ce soir je dîne chez moi, de Clare Kummer, Comédie Wagram
- 1957 : Trois Souris aveugles, de Agatha Christie, Teatro de la Renaissance
- 1958 : Les Parisiens, de Irène Strozzi y Jean Parédès, Teatro de l'Œuvre
- 1958 : Virginie, de Michel André, Teatro Michel
- 1958 : Les portes claquent, de Michel Fermaud, Teatro Daunou
- 1959 : Trésor party, de Bernard Régnier, Teatro La Bruyère
- 1960 : Boeing boeing, de Marc Camoletti, Comédie Caumartin
- 1960 : Les femmes veulent savoir, de Jacques Glaizal y Anne Blehaut, Teatro des Arts
- 1961 : Niki-Nikou, de Jacques Bernard, Teatro de la Potinière
- 1961 : Alcool, de Jacques Robert, Teatro de l'ABC
- 1962 : Les hommes préfèrent les blondes, de Anita Loos, Teatro des Arts
- 1963 : Le Complexe de Philémon, de Jean Bernard-Luc, Teatro de los Campos Elíseos
- 1963 : Des enfants de cœur, de François Campaux, Teatro Michel
- 1964 : Des enfants de cœur, de François Campaux, Teatro del Ambigu-Comique
- 1964 : Les Cavaleurs, de Gaby Bruyère, Teatro de la Potinière
- 1965 : Jamais trop tard, de Arthur Long Summer, Teatro des Arts
- 1965 : Des enfants de cœur, de François Campaux, Teatro des Arts
- 1966 : Baby Hamilton, de Maurice Braddell y Anita Hart, Teatro de la Porte Saint-Martin
- 1966 : La Bonne Adresse, de Marc Camoletti, Teatro des Nouveautés
- 1967 : L'erreur est juste, de Jean Paxet, Teatro des Arts
- 1967 : Au théâtre ce soir : Auguste, de Raymond Castans, dirección de Pierre Sabbagh, Teatro Marigny
- 1968 : Des enfants de cœur, de François Campaux, Teatro Édouard VII